# Tokyo Skytree Town
La Tokyo Skytree Town (東京スカイツリータウン, Tōkyō Sukaitsurī Taun) est un complexe commercial du quartier d'Oshiage de l'arrondissement Sumida-ku de Tokyo, inauguré en 2012.
Il est géré par la compagnie de train Tobu Railway.
Il est constitué de la Tokyo Skytree, du centre commercial Tokyo Solamachi et l'ensemble de bureaux Tokyo Skytree East Tower.
On y trouve également l'aquarium de Sumida,
un planétarium,
et le musée de la poste du Japon.

## Accès
Plusieurs lignes de trains et métros déservent les gares de Tokyo Skytree ou Oshiage (lignes Tobu Skytree, Hanzōmon, Keisei, Toei Asakusa),
ainsi que des lignes de bus (Skytree Shuttle, Sumida City Loop Bus, Toei Bus).
Deux parkings à vélo sont à disposition
ainsi que deux parkings à voiture.